# Куляк, Иван Витальевич
Иван Витальевич Куляк (род. 28 февраля 2002) — российский спортивный гимнаст. Чемпион России среди юниоров 2019 года в многоборье и вольных упражнениях и серебряный призёр на перекладине. Изначально — бронзовый призёр Кубка мира по спортивной гимнастике в упражнении на турнике, но впоследствии медаль попросили вернуть, а его отстранили на год от соревнований.

## Биография

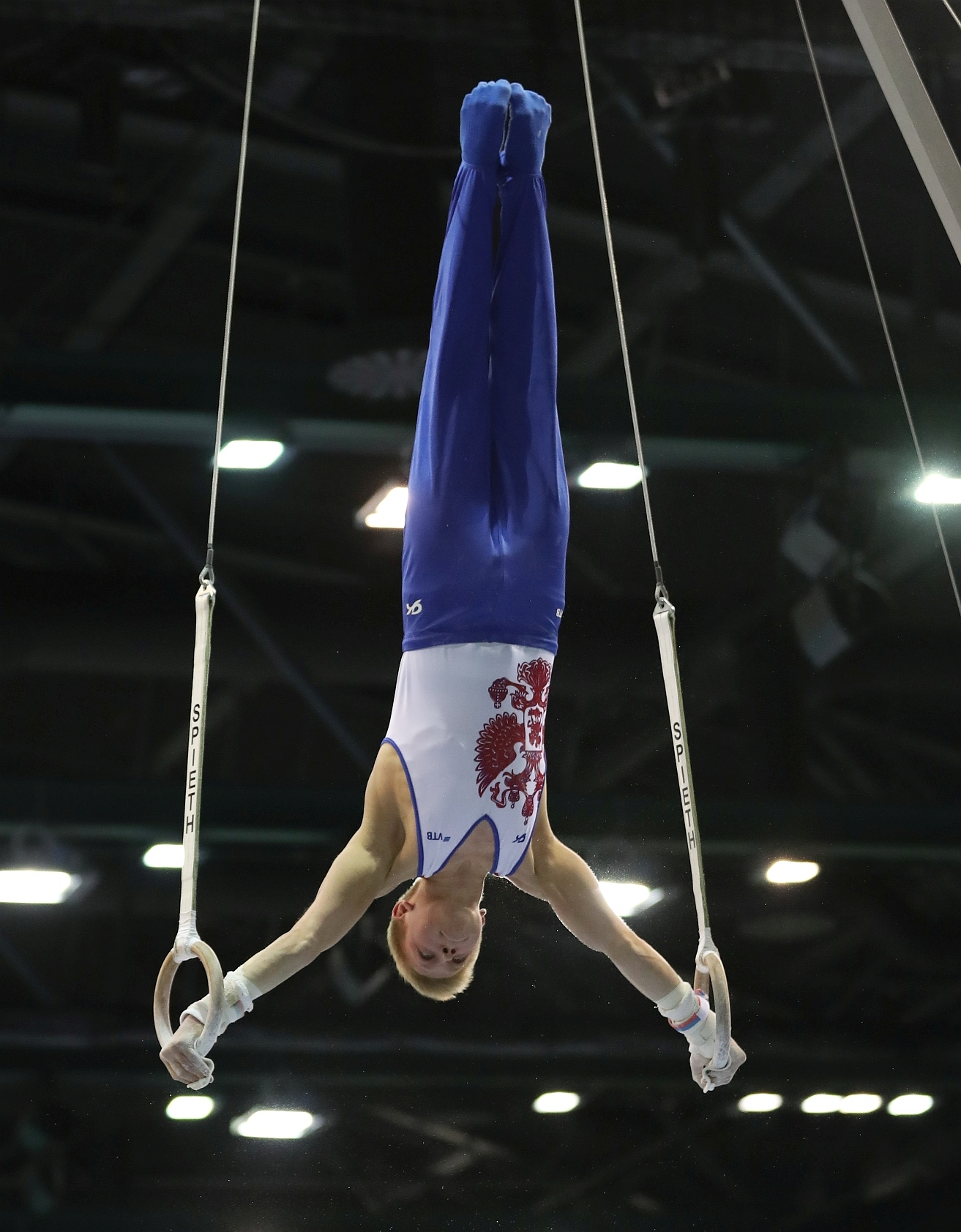
Куляк в финале упражнений на кольцах на чемпионате мира по спортивной гимнастике среди юниоров в 2019 году

Иван Куляк родился 28 февраля 2002 года. Иван Куляк начал заниматься гимнастикой в возрасте 4 лет в 2006 году в Калуге, Россия, когда его мать записала его в классы гимнастики.
В 2019 году Куляк стал чемпионом России среди юниоров в многоборье и вольных упражнениях и серебряным призёром в упражнении на перекладине.
Он представлял Россию на Европейском юношеском летнем олимпийском фестивале 2019 года и завоевал серебряную медаль в личном многоборье, бронзу в вольных и неподвижных кольцах и серебряную медаль в составе сборной России. В 2019 году получил звание мастера спорта.

### Инцидент с «Z»
В марте 2022 года Иван Куляк носил на груди наклейку с буквой «Z» во время церемонии награждения в соревнованиях по упражнениям на параллельных брусьях на серии Кубка мира по спортивной гимнастике 2022 года в Дохе. «Z», буква, не входящая в кириллицу, обычно используется на российской технике во время вторжения России на Украину. Иван Куляк после, с его слов, провокационного поведения со стороны украинского спортсмена Ильи Ковтуна, выигравшего соревнование, продемонстрировал символ, стоя на пьедестале. ФИЖ перед соревнованиями приняла решение об исключении российских спортсменов из соревнований, но запрет вступил в силу только 7 марта.
6 марта ФИЖ объявила, что обратится в Фонд этики гимнастики с просьбой возбудить дисциплинарное производство в отношении Куляка. В последующем интервью, во вторник, 8 марта, Куляк сказал, что не жалеет и «поступит точно так же». 18 марта он появился на ралли «Москва-2022» с олимпийской медалью, хотя в Олимпийских играх не участвовал.
18 мая дисциплинарная комиссия Международной федерации гимнастики отстранила Ивана Куляка от участия в соревнованиях на один год. Комиссия пришла к выводу, что он нарушил устав, дисциплинарный и этический кодексы, а также технический регламент федерации. Куляк должен вернуть бронзовую медаль, а также призовые в размере 500 швейцарских франков и оплатить судебные издержки в размере 2 тысяч франков.